# 運用型広告
運用型広告（うんようがたこうこく）とは、インターネットにおいて近年主流となっている広告で、「ネットユーザーの広告反応目標に達成するよう、リアルタイムに入札額やクリエイティブ、ターゲット等を変更・改善しながら運用し続けていく広告」のことである。Yahoo! JAPANやGoogleの検索連動型広告やディスプレイ広告、YouTube動画広告、Facebook広告、Twitter広告などがその主体であるが、広義にはDSPやアドネットワークも含まれる。
2021年のインターネット広告媒体費のうち、約85％が運用型広告の比率となっている。2016年6月にはLINEが、2018年にはTikTokが運用型広告を開始し話題になった。パフォーマンス型広告と呼ばれることもある。

## 運用型広告の定義
詳細な定義としては、以下の条件を満たすものが運用型広告と言えそうである。
1. リアルタイムにいつでも入札額、予算、広告（クリエイティブ）、配信量、配信地域、配信期間、ターゲティング等が変更可能
2. 成果型課金の広告（主にはクリック課金）[5]
3. オークション形式の入札と、入札額および品質により掲載順位が決定される概念がある
4. 成果を判定するタグ（主にコンバージョンタグ）を挿入可能

運用を行うためには、入札やターゲティング等が常時コントロール可能でなければならない。また、多くの運用型広告は掲載枠の優先順位を、クリック課金などの入札によるオークション形式で決定している。また、入札額だけではなく、品質も加味されて掲載順位が変化するようになっている。そのため、予算のコントロールだけではなく、クリック率や広告のランディングページの表示速度などの品質を高めることが運用の主体となる。
クリック課金などの成果があってはじめて広告費が計上される仕組みであるのと同時に、その単価は他のオークション参加者の入札額によって変化するために最低金額以外の定価や料金表は存在しない。ゆえに、そもそも運用型広告において「広告枠を買う」という概念は存在しない(プライベートマーケットプレイスを除く）。概念としては、「オークションに参加して入札する」ということになる。
運用の基準となるのは広告主が決定した広告反応の目標となるが、反応成果を計測できなければ運用ができないため、成果を判定するタグの挿入が現状は不可欠である。

## 運用型広告に含まれない広告種類
定義としては、以下のような広告は運用型広告に含まれない。
1. 枠買い広告・純広告・予約型広告
2. タイアップ広告
3. アフィリエイト広告

掲載期間とインプレション保証により料金が決定されるような広告、もしくは買い切りの広告は運用型広告に含まれないと定義できる。ただし、アフィリエイト広告に関しては、成果を計測しながら長期間にわたり継続運用する側面もあるので議論が分かれそうな点である。

## 枠買い広告との違い
運用型広告は、「枠買い広告」「純広告」「予約型広告」といった言葉と対比して使われることが多い。典型的な「枠買い広告」であるテレビCMでは、時間枠、放送時間（秒数）、放送地域、1日の回数、期間などが予算とともに確定し、広告（クリエイティブ）が入稿されて広告掲載となる。CMが広告として露出している間は、広告視聴者の反応が悪い場合（良い場合も）、時間枠や予算、回数などを広告主や代理者がコントロールできないのが一般的である。つまり、納品して広告が出稿され始めてそれが終了するまでは業務は原則として発生しない。
一方、運用型広告の場合、広告が掲載された直後であっても、露出回数、クリック数（率）、コンバージョン数（率）、などの反応の良し悪しを確認しながら、入札額、1日の予算、露出度、クリエイティブなどをいつでもコントロール（変更や改善）をすることが可能となる。ゆえに、広告の出稿が始まってからがむしろ業務の開始となるところが、枠買い広告と大きく異なる点である。これはリアルタイム入札とオークション形式のアドテクノロジーが基盤となっている。
また、「枠買い広告」「純広告」の場合、「どの媒体のどの場所に広告が出るか」ということがあらかじめ人間が把握できる程度の数である。テレビCMであれば放送局の数、テレビ番組の数は当然数百程度と物理的な限界がある。一方、運用型広告で提供されている媒体と場所（ページ）は、ほぼ無限となる。一例では、Googleの検索回数は、2011年時点で1日10億回、それまでに結果を返した検索キーワードは4500億にもなっていた。4500億の検索キーワードには、個別の検索結果ページがあり、これを媒体の配信枠とするなら、4500億の広告枠があり、人間が手動で配信することは不可能である。この配信を自動で行うのが運用型広告を支えるアドテクノロジーとなる。
また、上記のような短期戦術だけではなく、改善のための中期的な仮説検証においても24時間365日いつでも可変であるため、「どの枠を買うのか」という視点よりも、「どのように持続的に運用がなされるか」という点に注目が集まるところが「枠買い広告」「純広告」と大きく異なる。

## 市場規模の拡大
1990年代の黎明期は、インターネット広告のほとんどはバナー広告を中心とした「枠買い広告」だった。
2002年にGoogleのアドワーズ(現Google広告)やオーバーチュア（現Yahoo! プロモーション広告）が日本で開始となり、費用対効果が可視化される広告媒体として企業から注目され始め、2007年にはインターネット広告の市場規模のうち、約30％が運用型広告が占めるようになった。その後毎年120%前後の成長を続け、2012年には50％以上が運用型広告となり、2015年には約70％の比率を占めるまでになった（インターネット広告媒体費　9,194億円（前年比111.5％）のうち、運用型広告費は、6,226億円（前年比121.9％）。2020年は83％（インターネット広告媒体費1兆7,567億円のうち運用型広告費は1兆4,558億円）。

## 運用型広告の特徴
運用型広告の最大の特徴は、非常に詳細なターゲティング及び広告をほぼ無制限に作成できる点にある。一例では、Googleのアドワーズ広告では現状、一つのアカウントに有効な広告と一時停止中の広告を合わせて 400 万個まで広告を作成できる。さらには、広告グループのターゲット（キーワード、プレースメント、ユーザー リストなど）はアカウントごとに 500 万個までも作成可能である。
運用型広告で広告成果を上げるためには上述の通り「品質」を上げていくことが必要になるが、一般的に広告反応は細かいターゲティングをしたほうが上がりやすくなるために、一つの商品・サービスを販売するためだけに数千・数万のターゲティング・グループを作成することもある。ただし、現実的に人間がコントロールできる範囲は物理的な限界があり、細かくしすぎることで人的ミスの誘発や管理時間不足、同一アカウント内での広告競合、データ量の確保不足、担当者以外の理解が得られないといった問題が起きることにつながり、かえって品質が悪化する原因となることもある。
また広告品質の中には「アドフラウド」と呼ばれる反社会的組織や国際的なテロ組織への資金源となるような、悪質な犯罪が国際的に2010年代後半から認識されている。広告の仕組み自体が「犯罪を前提に成り立つ」という広告の歴史上最悪な事態である。試算によっては日本だけでも年間千億円単位の資金提供がなされ、本質的な対応が急務である。

## AIによる自動化（機械学習）と人的オペレーション
運用型広告は、数千億以上の配信枠をテクノロジーで自動配信していく技術的な基盤で運用されている。そのデータベースには広告の露出回数やクリック率をはじめとして数百種類以上の項目からなる様々なビッグデータが集積され、かつそれが管理画面で閲覧・編集が可能なようにできている。大量のデータ集積が可能なために、2000年代からすでに自動化には様々な取り組みがなされている。
一例では、Google広告では、自動入札、自動化ルール、webページから自動的に検索キーワード候補を抽出する機能、などが開発されている。また、ヤフージャパンなど広告配信を行う媒体各社はAPI解放にも積極的であり、それを利用したレポート作成の自動化など、開発会社による広告運用ツールの開発も多くなされている。
GoogleやFacebookでは機械学習による自動化は大幅に進化している。AIの開発環境に投資が行われている背景から、「機械学習によって人手ではないAIがコンバージョンを取ってくる」という傾向は年々強まっている。ただし、同時にAIや機械学習は、簡単に設定して終わり、となるわけではなく、できることの限界もある。AIや機械学習によって広告のパフォーマンス（クリック率、コンバージョン率、インプレッションなど）は向上する傾向にあるものの、人間による工数が必ずしも単純に減少しているわけではない。むしろ人が介在せざるを得ないクリエイティブ量の更新が大幅に求められるようになり、また、どのような自動化メニューを組み合わせるべきか、といった戦略的な複雑さも増加し続けている。
ゆえに、運用型広告の市場規模が拡大する中で、自動化とは逆の方向性である人的オペレーションの需要は拡大し続けている。近年、運用型広告に関わる大手企業が運用型広告のオペレーションのみを行う新会社や地方センターを続々と立ち上げている現状がある。

## 広告代理店の役割
Yahoo!プロモーション広告やGoogle広告をはじめ、運用型広告の多くは広告代理店を通さずとも、広告主が自社でアカウントを開設し、広告出稿することが可能である。しかし一方で、企業が手数料を払って広告代理店へ運用代行を依頼するケースも多く、市場規模の半分のシェアを代理店が扱っている。Yahoo! JAPANやGoogleでは正規代理店（パートナー）制度も取っている。
以下に広告主が運用型広告の運用を代理店に委託する主な理由をあげる。
1. 運用型広告にも様々な種類があるため、予算をどの媒体のどのメニューに配分すればよいかわからない
2. 機能の新規追加・統廃合などの変化が激しく最新情報のキャッチアップが難しい
3. ビッグデータのレポーティングや分析にスキルが求められる
4. 広告文やディスプレイ広告のバナーなどクリエイティブを自社で作成できない
5. 自社の商品・サービスの顧客ターゲットを明確にできない、またはターゲットに合致した運用型広告の運用ができない
6. 広告運用スキルを持つ人材を雇用できない、または育成できない

上記のようなニーズに応えることが運用型広告における広告代理店の役割といえる。

## 運用型広告の英語・英訳
アメリカでは「PPC（Pay per click）」 (クリック報酬型広告) という言葉が、枠買い広告の対比として黎明期より使われている(「クリックごとの課金」、という意味）。Facebook広告や動画広告の増加によってクリック課金以外の運用型広告も増加しつつある中で、この言葉の役割も古くなっているが、現在でも運用型広告を表す言葉としては主流である。
別の観点では、技術的な視点から、以下のような「プログラマティック広告」といった言葉が運用型広告を表している。
- Programmatic Advertising
- Programmatic Ad
- Programmatic Buying[28]

いずれも、オークション形式でのリアルタイム入札またはプログラム制御されたテクノロジーによって、広告主の広告が意図されたターゲティング先の媒体の枠へ自動的に配信される意味となっている。どちらかといえば技術提供側の言語である。

## 言葉の由来
運用型広告の由来は、おそらく電通による「日本の広告費」のレポート2012の記載によるものと推測される。
運用型広告の概念を表す言葉としては、アメリカと同様に日本でも、「PPC（Pay per click）」という言葉が黎明期には普及していたが、現在ではあまり使われていない。その後「リスティング広告（「organic listing」の対比言葉としての「paid listing」が由来と推測される）という言葉に変化した。ちなみに、検索広告のことを「リスティング広告」と呼ぶのは世界の中でも日本だけである。さらに現在では、ディスプレイ広告、facebook広告、Youtube動画広告などが増加していくに従って、主に検索結果を表す「リスティング」という言葉が合致しなくなってきているために、運用型広告という言葉が使われ始めていると考えられる。